# Дардани
Дардани (грец. Δάρδανοι) — в античній літературі цей термін або означає те ж, що троянці, або близькоспоріднений їм народ, який також мешкав в Троаді на північному заході Анатолії. Назва походить від міфічного героя Дардана, засновника міста Дарданія в Троаді. Влада в Троаді була розділена між цими двома містами. Гомер проводив чітку відмінність між цими двома народами.

## Міфологія
Згідно з Гомером, дардани є нащадками Дардана — сина Зевса. Нащадком Дардана був Еріхфонія — цар-пастух, власник табунів коней. У Еріхфонія народився Трос, у якого було три сини: Іл, Ассарак і Ганімед. Від Іла народився Лаомедонт, а від того народився троянський цар Пріам, сином якого був Гектор. Від Ассарака через Капіса і Анхіза веде свій рід Еней (Іліада, 215—240).

## Дардана і троянці

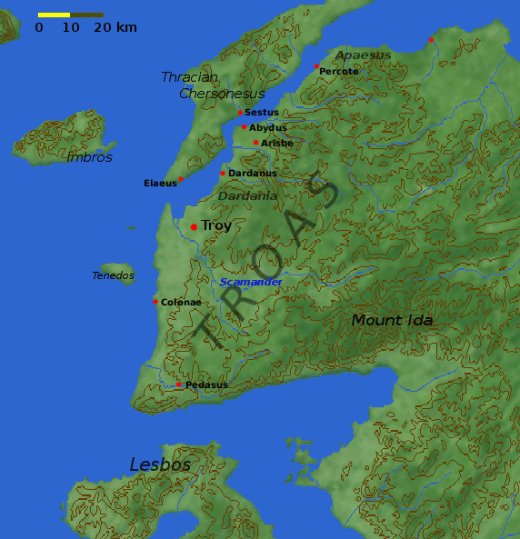
Троада

Царський будинок Трої також був розділений на дві гілки, дарданську і троянську (місто останніх називалося Троя, іноді — Іліон). Будинок дарданів (члени якого також називалися «дарданідами», нащадками Дардана, грец. "Δαρδανίδες") був більш старшим, ніж будинок троянців, проте Троя згодом стала більш могутньою. Еней іменується в «Енеїді» Вергілія то «дарданом», то «троянцем», хоча, щиро кажучи, Еней належав до дарданської гілки. Багато правителів Рима претендували на походження від Енея, від будинків Трої і Дардана. Гомер також застосовував епітет «дарданіди» (Δαρδανίδη) до Пріама й інших видатних діячів поеми.
Гомер пише:

Вів за собою дарданів Еней, син Анхіза могутній,

Що від Анхіза колись породила його Афродіта,

Ложем на ідських вершинах богиня із смертним з'єднавшись.

Був він вождем не один, з ним ішли Архелох з Акамантом,

Двоє синів Антенора, досвідчені в справах військових. 
На згадку про дарданів названо протоку Дарданелли.

## Походження
Етнічна приналежність дарданів, як і троянців (тевкрів), а також їх мови залишаються спірним питанням. Залишки їх матеріальної культури вказують на тісний зв'язок з лувійцамі контакти з іншими народами Анатолії, Фракією та ахейцами. Згідно з Гомером, їх еліта була змішаного походження, але в основному грецькою, а римляни вважали дарданів в цілому греками.
Археологічні знахідки більш раннього періоду (енеоліт) на території Троади вказують на сильну схожість з матеріальною культурою того ж періоду в Мунтенії і Молдови, як і з карпато-балканським регіоном в цілому. Передбачається, що вироби матеріальної культури (кераміка, статуетки) були імпортовані в Троаду і є трипільськими за походженням.

## Дардани і дарданці
Існує питання про те, чи є випадковим схожість назв дарданів і дарданців, народу Адріатики.
Згідно Страбону, після поразки в троянській війни ватажок народу «енетів» Антенор з синами і уцілілими енетами врятувався у Фракію і звідти потрапив в Генетику (Енетіку) на Адріатиці. Оселився у річки Тімаво. Згідно з розповіддю Сервія, після війни з евганеямі і царем Белесом заснував Патавій (суч. Падуя) і заснував там ігри. Місце, де вони висадилися, зветься Троєю. Також вважався родоначальником арвернів. У той же час, відповідно до Гомеру, Антенор був дарданом, а двоє з його синів воювали в складі дарданського війська (див. вище). «Енети» (адріатичні венети) і дарданці в античний період були сусідами в Адріатиці, однак говорили на різних мовах.